# Departamento de Huiliches
Departamento de Huiliches är en kommun i Argentina.   Den ligger i provinsen Neuquén, i den sydvästra delen av landet, 1 300 km väster om huvudstaden Buenos Aires. Departamento de Huiliches ligger vid sjöarna  Lago Paimún och Lago Huechulafquén.
Trakten runt Departamento de Huiliches består i huvudsak av gräsmarker. Runt Departamento de Huiliches är det mycket glesbefolkat, med 3 invånare per kvadratkilometer.